# MacKenzie Scott
MacKenzie Scott, zuvor MacKenzie Bezos (/ˈbeɪzoʊs/; * 7. April 1970 in San Francisco, Kalifornien als MacKenzie Scott Tuttle), ist eine US-amerikanische Geschäftsfrau, Philanthropin und Autorin.
Mit einem Vermögen von 31,7 Milliarden US-Dollar (Stand 2024), das sie zusammen mit ihrem Ex-Mann Jeff Bezos durch den Aufbau des Unternehmens Amazon erlangte, ist sie derzeit die fünftreichste Frau der Welt (Stand 2024).  Im Februar 2021 kündigte sie an, mindestens die Hälfte ihres derzeitigen Vermögens spenden zu wollen, vorzugsweise an kleinere gemeinnützige Organisationen. Stand 2024 hat sie rund 19,4 Milliarden US-Dollar an unterschiedliche gemeinnützige Organisationen gespendet.

## Leben
MacKenzie Scott Tuttle wurde am 7. April 1970 in San Francisco als Tochter eines Finanzplaners und einer Hausfrau geboren. 1988 absolvierte sie die Hotchkiss School in Connecticut. Tuttle erwarb 1992 ihren Bachelor in Englisch an der Princeton University.
Später arbeitete sie in der Finanzbranche, als Autorin und half ihrem Mann Jeff Bezos, mit dem sie von 1993 bis zu ihrer Scheidung 2019 verheiratet war, das Unternehmen Amazon aufzubauen.
Im Jahr 2014 gründete MacKenzie Scott Bystander Revolution, eine Anti-Mobbing-Organisation, in der sie als Geschäftsführerin tätig ist.

2019 trat sie der Initiative The Giving Pledge bei. MacKenzie Scott engagiert sich zusammen mit Melinda Gates für Lösungen zur Geschlechter-Gleichstellung am Arbeitsplatz und spendete hierfür 30 Millionen Dollar. Für einen mit insgesamt 100 Millionen Dollar dotierten Covid-19-Hilfsfonds spendete sie ebenfalls eine Summe im Millionenbereich.
Im Juli 2020 machte sie öffentlich, im Vorjahr fast 1,7 Milliarden Dollar an 116 Organisationen für wohltätige Zwecke gespendet zu haben und dies auch künftig fortzusetzen. Am 15. Dezember gab sie bekannt, zusätzlich 4,2 Milliarden Dollar an 384 Organisationen zu spenden, darunter Finanzdienstleister für unterversorgte Gruppen, Bildung für historisch marginalisierte und unterversorgte Personen, Bürgerrechtsgruppen und Rechtsschutzfonds, die sich mit institutioneller Diskriminierung befassen. Bis Juni 2021 verschenkte Scott eigenen Angaben zufolge weitere 2,7 Milliarden Dollar an 286 gemeinnützige Organisationen.
2021 wurde sie vom Wirtschaftsmagazin Forbes auf Platz eins der Liste der 100 mächtigsten Frauen der Welt gewählt.

## Privates
Sie lernte Jeff Bezos 1992 kennen, als beide bei D. E. Shaw & Co., einem Hedgefonds in New York City arbeiteten. Sie heirateten 1993 und zogen 1994 nach Seattle (Washington). Sie haben vier Kinder: drei Söhne und eine aus China adoptierte Tochter.
Am 9. Januar 2019 gaben MacKenzie und Jeff Bezos via Twitter bekannt, dass sie sich scheiden lassen. Am 4. April 2019 wurde die Scheidung abgeschlossen, MacKenzie behielt 25 % der von ihr und Jeff Bezos gehaltenen Amazon-Aktien und gab die Kontrolle über das Unternehmen Blue Origin an ihren Ex-Mann ab. Auch die Stimmrechte ihrer Amazon-Aktien blieben bei ihrem Ex-Mann. Scott hält dadurch noch Amazon-Aktien im Wert von 35,6 Milliarden Dollar.
Nach ihrer Scheidung legte sie den Nachnamen Bezos ab und nennt sich seither stattdessen Scott, bisher ihr Mittelname.
Scott war ab 2021 mit dem Lehrer Dan Jewett verheiratet. Die Hochzeit gab das Paar über die Organisation Giving Pledge bekannt. Im September 2022 wurde bekannt, dass der New York Times Unterlagen vorliegen, wonach Scott die Scheidung von Dan Jewett eingereicht hat, die im Januar 2023 abgeschlossen wurde.

## Zitat
„Ich habe keine Zweifel, dass der persönliche Reichtum eines Menschen das Ergebnis einer kollektiven Anstrengung sowie sozialer Strukturen ist, die einigen Menschen Chancen bieten und für unzählige andere Hindernisse bedeuten.“

## Auszeichnungen
- American Book Award (2006)

## Werke
- The Testing of Luther Albright. Fourth Estate, 2005, ISBN 978-0-00-719287-8.[25]
- Traps. Knopf, 2013, ISBN 978-0-307-95973-7.[26]